# Polyzosteria mitchelli
Polyzosteria mitchelli (лат.) — вид насекомых из семейства Blattidae отряда таракановых.

## Описание
Общая длина тела около 5 см. Окраска коричневая с диагональными краевыми жёлтыми полосами на сегментах груди и двумя рядами мелких вытянутых жёлтых пятен, сливающихся в продольные жёлтые полосы, на сегментах груди и брюшка, задний край которых окаймлен жёлтой полосой, бедра жёлтые, голени светлые, серо-голубые с четырьмя-пятью чёрными крапинами, усики жёлто-оранжевые.

## Ареал
Обитает в Западной, Южной, и Юго-Восточной (Новый Южный Уэльс и Виктория) Австралии.